# Очерки Боза
«Очерки Боза» (англ. Sketches by Boz) — сборник коротких произведений Чарльза Диккенса, первоначально опубликованных в различных газетах и других периодических изданиях в период с 1833 по 1836 годы. Выпущен в виде книги под своим нынешним названием в феврале и августе 1836 года с иллюстрациями Джорджа Крукшанка. Первое полное издание появилось в 1839 году.  666 эскизов касаются лондонских сцен и людей, и вся работа разделена на четыре части: «Наш приход», «Сцены», «Персонажи» и «Сказки».

## История создания
Эскиз «Мистер Миннс и его двоюродный брат» (первоначально называвшийся «Ужин на прогулке с тополем») был первой художественной работой Диккенса, когда-либо опубликованной. Он появился в «Ежемесячном журнале» в декабре 1833 года. Хотя Диккенс продолжал размещать статьи в этом журнале, ни одна из них не имела подписи до августа 1834 года, когда «Пансионат» появился под странным псевдонимом «Боз».
Диккенс взял псевдоним от прозвища, которое он дал своему младшему брату Августу, он назвал его «Моисей» (Moses) по имени персонажа из романа Оливера Голдсмита «Векфильдский священник». Это, «будучи ярко выраженным через нос», стало «Boses», которое, в свою очередь, было сокращено до «Boz». Название оставалось в сочетании с «неподражаемым» до тех пор, пока «Boz» в конце концов не исчезло, а Диккенс стал известен как просто «Неподражаемый».

## Публикация
Самая ранняя версия Очерков Боза опубликована Джоном Макроне в двух изданиях: первое в виде двухтомника в феврале 1836 года, всего за месяц до публикации первого номера The Pickwick Papers (1836—1837), а затем «Вторая серия» в августе 1836 года. После того, как слава Диккенса взлетела до небес, он приобрёл права на материал у Макрона.

## Иллюстрации
Популярность произведений Диккенса выросла благодаря регулярному включению подробных иллюстраций для выделения ключевых сцен и персонажей. Каждый эскиз, как правило, содержал две чёрно-белые иллюстрации, а также иллюстрацию для обложки. Изображения созданы с помощью гравюры по дереву или металлу. В течение своей карьеры Диккенс тесно сотрудничал с несколькими иллюстраторами, в том числе с Джорджем Крукшанком, Хэблотом Найтом Брауном (он же «Phiz») и Джоном Личем. Точность иллюстраций имела первостепенное значение для Диккенса, поскольку рисунки изображали персонажей так, как он их представлял, и давали читателям ценную информацию о характерах и мотивах персонажей, а также о сюжете.

## Содержание
Большинство из 56 набросков, появившихся вместе в 1839 году, первоначально публиковались по отдельности в популярных газетах и периодических изданиях, в том числе «Утренняя хроника», «Вечерняя хроника», «Ежемесячный журнал», «Карлтонская хроника» и «Жизнь Белла» в Лондоне между 1833 и 1836 годами:
- «Мистер Миннс и его двоюродный брат», первоначально «Обед на прогулке с тополем» в «Ежемесячном журнале», 1 декабря 1833 года.
- «Миссис Джозеф Портер, по пути», первоначально в The Monthly Magazine, январь 1834 года.
- «Горацио Спаркинс», первоначально в The Monthly Magazine, февраль 1834 года.
- «Крещение в Блумсбери», первоначально в The Monthly Magazine, апрель 1834 года.
- «Пансионат», первоначально в The Monthly Magazine, май и август 1834 года.
- «Сентимент», первоначально в еженедельнике Белла, 7 июня 1834 года.
- «Паровая экскурсия», первоначально в The Monthly Magazine, октябрь 1834 года.
- «Отрывок из жизни мистера Уоткинса Тоттла», первоначально «Глава первая» и «Глава вторая» в двух номерах «Ежемесячного журнала», январь и февраль 1835 года.
- «Четыре сестры», «Наш приход 3», первоначально «Зарисовки Лондона № 14», «Вечерняя хроника», 18 июня 1835 года.
- «Выборы для Бидла», «Наш приход 4», первоначально «Зарисовки Лондона № 16» в «Вечерней хронике», 14 июля 1835 года.
- «Человек посредника», «Наш приход 5», первоначально «Зарисовки Лондона № 18», «Вечерняя хроника», 28 июля 1835 года.
- «Женские общества», «Наш приход 6», первоначально «Зарисовки Лондона № 20», «Вечерняя хроника», 28 июля 1835 года.
- «Мисс Эванс и Орел» («Сцены и персонажи № 2»), первоначально в Жизни Белла в Лондоне, 4 октября 1835 года.
- «Танцевальная академия», первоначально «Сцены и персонажи № 3» в жизни Белла в Лондоне, 11 октября 1835 года.
- «Создай ночь», первоначально «Сцены и персонажи № 4» в жизни Белла в Лондоне, 18 октября 1835 года.
- «Неуместная привязанность мистера Джона Даунса», первоначально «Сцены и персонажи № 5. Любовь и устрицы», в жизни Белла в Лондоне, 25 октября 1835 года.
- «Некоторое описание омнибуса», первоначально «Сцены и персонажи № 6», позднее переименовано и расширено до «Последний таксист и Первый омнибус»; в жизни Белла в Лондоне, 1 ноября 1835 года.
- «Ошибочный Миллинер. Повесть о честолюбии», первоначально «Сцены и персонажи № 7. Вокальная портниха», в жизни Белла в Лондоне, 22 ноября 1835 года.
- «Новый год», первоначально в жизни Белла в Лондоне, 3 января 1836 года.